# Championnat de Nouvelle-Zélande de football 1986
Navigation
Saison précédente Saison suivante
La saison 1986 du Championnat de Nouvelle-Zélande de football est la 17e édition du championnat de première division en Nouvelle-Zélande. La NSL (National Soccer League) regroupe douze clubs du pays au sein d'une poule unique, où ils s'affrontent deux fois au cours de la saison, à domicile et à l'extérieur. À la fin de la compétition, afin de faire passer le championnat de 12 à 14 équipes, il n'y a pas de relégation et les deux meilleurs clubs des trois ligues régionales sont promus.
C'est le club de Mount Wellington AFC qui remporte la compétition après avoir terminé en tête du classement final, avec un seul point d'avance sur Miramar Rangers et cinq sur un duo composé du tenant du titre, Wellington United AFC (qui a changé de nom à la suite de sa fusion) et Christchurch United AFC. C'est le 5e titre de champion de Nouvelle-Zélande de l'histoire du club.
Cette saison est particulière puisque pour la première fois (et la seule jusqu'en 1998), elle offre en fin de saison une qualification pour les premières compétitions continentales organisées en Océanie. Le vainqueur du championnat se qualifie pour les demi-finales de la Coupe des champions d'Océanie tandis que le vainqueur de la Coupe de Nouvelle-Zélande obtient son billet pour la finale de la Coupe des Coupes 1987, disputée face à son homologue australien.

## Les clubs participants
| - Nelson United - Christchurch United AFC - Papatoetoe AFC - Manawatu United AFC - Promu de D2 - North Shore United AFC - Dunedin City | - Gisborne City AFC - Auckland University AFC - Mount Wellington AFC - Wellington United AFC - Manurewa AFC - Miramar Rangers |

## Compétition

### Classement
Le barème utilisé pour établir le classement est le suivant :
- Victoire : 3 points
- Match nul : 1 point
- Défaite : 0 point

| Rang | Équipe                     | Pts | J  | G  | N | P  | Bp | Bc | Diff |
| ---- | -------------------------- | --- | -- | -- | - | -- | -- | -- | ---- |
| 1    | Mount Wellington AFC       | 44  | 22 | 12 | 8 | 2  | 42 | 22 | +20  |
| 2    | Miramar Rangers            | 43  | 22 | 12 | 7 | 3  | 45 | 27 | +18  |
| 3    | Wellington United AFC (T)  | 39  | 22 | 11 | 6 | 5  | 46 | 29 | +17  |
| 4    | Christchurch United AFC    | 39  | 22 | 11 | 6 | 5  | 38 | 22 | +16  |
| 5    | Gisborne City AFC          | 38  | 22 | 11 | 5 | 6  | 46 | 35 | +11  |
| 6    | Papatoetoe AFC             | 26  | 22 | 6  | 8 | 8  | 35 | 34 | +1   |
| 7    | North Shore United AFC (C) | 25  | 22 | 6  | 7 | 9  | 38 | 51 | -13  |
| 8    | Dunedin City               | 23  | 22 | 6  | 5 | 11 | 38 | 40 | -2   |
| 9    | Auckland University AFC    | 22  | 22 | 5  | 7 | 10 | 30 | 48 | -18  |
| 10   | Nelson United AFC          | 21  | 22 | 5  | 6 | 11 | 28 | 47 | -19  |
| 11   | Manawatu United AFC (P)    | 20  | 22 | 5  | 5 | 12 | 30 | 46 | -16  |
| 12   | Manurewa AFC               | 19  | 22 | 5  | 4 | 13 | 27 | 42 | -15  |

|  | Qualification pour la Coupe des champions d'Océanie 1987                                |
|  | Qualification pour la Coupe des Coupes 1987                                             |
|  | Relégation directe en championnat régional                                              |
|  | (T) : Tenant du titre (C) : Vainqueur de la Coupe de Nouvelle-Zélande (P) : Promu de D2 |

- Auckland University AFC est relégué en fin de saison pour ne pas avoir rempli les critères d'admission en National Soccer League pour la saison prochaine. Du même coup, les play-offs pour la montée entre les trois champions régionaux sont annulés puisqu'ils sont automatiquement promus parmi l'élite.

## Bilan de la saison
| Championnat de Nouvelle-Zélande de football 1986                             |                                 |
| Champion                                                                     | Mount Wellington AFC (4e titre) |
| Coupes et trophées                                                           |                                 |
| Vainqueur de la Coupe de Nouvelle-Zélande 1986                               | North Shore United AFC          |
| Qualifications continentales                                                 |                                 |
| Coupe des champions d'Océanie 1987                                           | Mount Wellington AFC            |
| Coupe des Coupes 1987                                                        | North Shore United AFC          |
| Promotions et relégations                                                    |                                 |
| Promus en Championnat de Nouvelle-Zélande de football                        | Napier City Rovers AFC          |
| Promus en Championnat de Nouvelle-Zélande de football                        | Mount Maunganui AFC             |
| Promus en Championnat de Nouvelle-Zélande de football                        | Hutt Valley United              |
| Relégués en Championnat de Nouvelle-Zélande de football de deuxième division | Auckland University AFC         |